# 루 두아용
루 두아용(Lou Doillon, 1982년 9월 4일 ~ )은 프랑스의 모델, 배우, 가수이다. 프랑스의 영화 감독 자크 두아용과 영국의 가수 겸 배우인 제인 버킨의 딸이다.